# インターロイキン-4
インターロイキン-4 (Interleukin-4, IL-4) とはサイトカインの一種であり、インターロイキンの中でも造血などに関与するヘマトポエチンファミリーというサブファミリーに分類される。IL-4は129個のアミノ酸から構成される可溶性タンパク質であり、活性化CD4+ T細胞をはじめ、マスト細胞、NKT細胞などによって産生される。

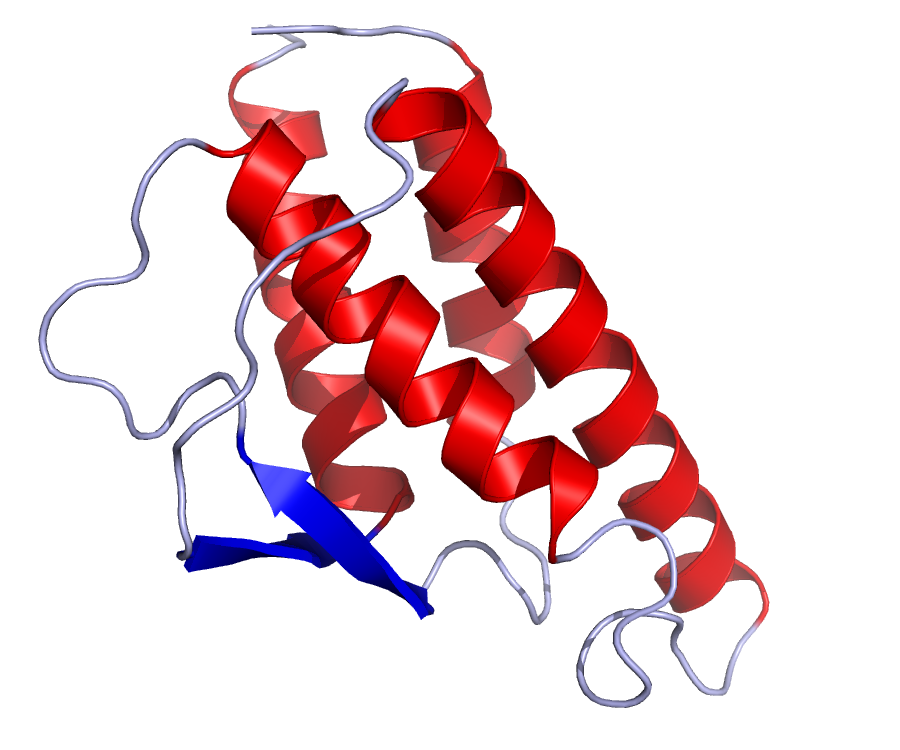
IL-4の構造。

## 受容体
IL-4受容体はIL-4に対し高親和性の受容体として発見、クローニングされた（Kd 10-11 M）。IL-4受容体にはIL-4受容体α鎖が共通γ鎖と複合体を形成した1型とIL-13受容体α1鎖と複合体を作った2型の2種類が存在しており、2型はIL-13に対しても結合能を有する。いずれの受容体も一回膜貫通型の受容体である。

## シグナル伝達
細胞膜表面のIL-4受容体がヘテロ二量体を形成すると、IL-4受容体の細胞内ドメインの自己リン酸化が生じる。IL-4受容体に限ったことではないが、チロシンキナーゼ型受容体の自己リン酸化を受けた部位はシグナル伝達分子の結合部位となる事が知られており、IL-4Rのリン酸化された部位にチロシンキナーゼであるJAK3が結合すると転写因子であるSTAT6の誘導･リン酸化を行う。リン酸化を受けたSTAT6はコンフォメーションの変化が生じてホモ二量体形成および核内移行が可能となる。細胞核内に存在するDNA上にSTAT6が結合することでヒストンアセチルトランスフェラーゼ (HAT) 活性を有するCREB結合タンパク質 (CBP) を引き寄せ、DNAのアセチル化を行うことで転写調節を行う。

## 生理活性
IL-4はアレルギー惹起作用、抗感染症を示す事が知られており、気管支喘息などの疾患を中心に解析が行われている。気管支喘息は免疫疾患であり、その病態形成にはTリンパ球が重要な役割を果たしている。アレルギー疾患の発症に関与するといわれるTh2細胞への分化にはTh2サイトカインと呼ばれる分子群の寄与が大きく、IL-4はIL-5、IL-13などと共にTh2サイトカインの一つに数えられる。
前述したSTAT6ヘテロ二量体がDNAに結合するとGATA3と呼ばれるTh2細胞特異的な転写因子が産生される（GATA3自体はIL-4の転写に直接関わるものではない）。GATA3はIL-4遺伝子座に結合することでクロマチンリモデリングを引き起こし、Th2分化を誘導する。
なお、最近の報告では側方抑制に関与することで有名なNotchシグナリングがIL-4系と独立した機構でTh2分化に関係があることが示唆されているが、どのような状況下でこの系が働くのかは未だ解明されていない。
また、IL-4はB細胞に働きかけることで免疫グロブリンのクラススイッチにも関与している。IL-4が活性化B細胞に作用するとIgMからIgEおよびIgG1へのクラススイッチが起こる。